# Agustín Iranzo y Herrero
Agustín Iranzo y Herrero (Aliaga, ¿28? de agosto de 1748 - Alicante, 27 de septiembre de 1802) fue un compositor y maestro de capilla español.

## Vida
Agustín Iranzo y Herrero nació hacia el 28 de agosto de 1748 en Aliaga, actualmente en la provincia de Teruel, en el seno de una familia acomodada de la baja nobleza. Inició su educación en Aliaga, para pasar con doce años a formar parte del coro de música del Pilar de Zaragoza como infantico, bajo la dirección del maestro Bernardo de Miralles. Durante su formación en Zaragoza, Iranzo estudiaría las obras didácticas de Pedro Cerone y Pablo Nasarre, además de los estudios teóricos de Nicolás Jommelli, lo que una idea del nivel de su formación musical. Además, Iranzó ya destacaba desde muy joven como compositor.
En 1768 se presentó a las oposiciones al magisterio de las Salesas Reales de Madrid sin éxito. Posteriormente se trasladó a Murcia, donde al parecer actuó como mozo de coro y violinista.
En enero de 1773 Iranzo opositó al magisterio de la Colegiata de San Nicolás de Alicante, que había quedado vacante tras la dimisión del maestro Gabriel Aznar. Además de Iranzo, se presentaron Carcagente, mozo del coro; Antonio Soriano; y Juan de Acuña, maestro de capilla de la iglesia de San Felipe de Játiva. La elección fue un tanto tumultuosa, ya que el cabildo puso en primer lugar a Soriano, segundo a Iranzo y tercero a Acuña. En cambio el cabildo de la ciudad, que financiaba la capilla de música y por lo visto tenía prerrogativa en la elección del maestro, eligió a Iranzo por siete votos frente al único voto para Soriano. El capítulo eclesiástico no aceptó la votación de la ciudad y alegó que Iranzo era seglar, que el cargo había sido de un eclesiástico desde tiempos inmemoriales. En el fondo la disputa era entre la ciudad que prefería un compositor más de estilo moderno y la iglesia, que prefería un compositor más tradicional, aunque fuese mediocre. La disputa provocó que Iranzo no pudiese ocupar el cargo hasta el 26 de diciembre de 1774, casi dos años más tarde.
En julio de 1773 Iranzo se casó con Vicenta Quevedo, hija del bajo alicantino Damián Quevedo. El maestro presentó al cabildo un plan de reforma y modernización que fue rechazado por el capítulo por falta de presupuesto. A pesar de que el maestro trató de introducir el nuevo estilo musical de forma gradual, los resentimientos generados durante las oposiciones no dejaron de dificultar su trabajo, por lo que en 1780 presentó su dimisión.
Tras fallecer el maestro Sicilia, el sochantre Francisco Bono de la Catedral de Guadix, conociendo la calidad del maestro Iranzo, se puso en contacto con él. El cabildo se decidió por Iranzo, que se desplazó a Guadix con la intención de negociar su salario. Estaba prevista su llegada el 30 de noviembre de 1780 y mientras tanto se ofrecieron para el cargo Francisco de Paula González, maestro de capilla en Úbeda; Juan Bueno, maestro en la Colegiata de San Pedro de Sevilla. El cabildo no tenía interés en realizar unas oposiciones, puesto que ya se había decidido por Iranzo, a pesar de estar casado y tener familia, pero esto da a entender el interés que levantaba la plaza. Resulta por tanto extraño el reducido sueldo que se le dio al maestro: 250 ducados y 30 fanegas de trigo. El cabildo sabía que era un sueldo reducido y cuando el maestro solicitó permiso para viajar a Alicante en enero de 1781, para atender a su esposa y familia, se lo aumentó otros 100 ducados. En total serían unos 513 ducados, el mayor sueldo jamás pagado por el cabildo accitano, uno de los más pobres de España, pero aun así bajo en comparación con los 600 ducados ofrecidos por la Catedral de León unos años antes.

Atendiendo a la particular habilidad, y destreza que ha manifestado [...] a su bella conducta con que se va portando, política y respeto con que se trata, su grande virtud y arreglado modo de vivir que se advierte en todas sus operaciones, y mayormente reflexionando sobre el favor que ha merecido a todo este Pueblo, con especialidad a el de Alicante [...] cosa que este Cabildo ha confirmado en su dictamen y buen juicio, que tenía formado de las raras y particulares prendas que ha notado en este Ministro.
Actas capitulares de la Catedral de Guadix, 1781

Entre sus obligaciones en Guadix, además de las habituales del maestro de capilla, como la enseñanza de los seises y los músicos, se añadió la sustitución del organista en sus ausencias. Su estancia en la catedral accitana le permitió conectar con los músicos de Andalucía Occidental. Así, una de sus primeras acciones fue visitar Granada y Sevilla, «con el ánimo de ver y aprehender en sus cathedrales, lo que encontrase útil y digno de su atención en lo respectivo à su facultad». Acabó conociendo la música de los maestros de Toledo, Santiago, Zaragoza, Cuenca, Murcia, Orihuela y Valencia.
Regresó a la Colegiata de Alicante en 1789. La capilla pasaba por un momento pésimo, tras la macha de Iranzo, con falta de profesores estables, escasez de voces y una baja dotación. Trató de reformar la capilla de música de nuevo, eliminando o rechazando a músicos incapaces que habían sido «recomendados». Tras arduas disputas, el maestro tuvo que aceptar la posición del concejo alicantino, no sin aducir que «con la actitud de sus señorías cualquiera que se lo proponga puede ser músico de Alicante».
Agustín Iranzo y Herrero fallecía en Alicante, hacia el 27 de septiembre de 1802, a los 53 años, a causa de una epidemia de cólera que asolaba la ciudad. Su mujer ya había fallecido anteriormente.

## Obra

### Teórico musical
En 1802 publicó Defensa del arte de la música, de sus verdaderas reglas, y de los maestros de capilla. Impugnación a «El origen y reglas de la música», obra escrita por el abate español don Antonio Eximeno. Fue una crítica a la obra de Antonio Eximeno, cuya obra había sido una revolución en la teoría de la música. La obra se inserta en una serie de polémicas que surgieron a lo largo del siglo XVIII en respuesta al nuevo estilo de corte italiano que defendían los escritos de Eximeno.
La Defensa se divide en tres cartas dirigidas al maestro de capilla Francisco Antonio Gutiérrez, como traductor de la obra de Eximeno. La primera carta consiste en seis preguntas que Iranzo había enviado al Diario de Madrid los días 5 y 29 de noviembre de 1796, que él mismo contestaba rechazando los postulados de Eximeno. En la segunda carta pide a Francisco Antonio que le aclare algunas dudas que le generaron el prólogo de la obra de Eximeno. Entre tanto, se publicaron doce escritos de Iranzo en el Periódico de Barcelona del 24 de agosto de 1797 al 8 de marzo de 1798, en las que defiende los ataques contra los grandes músicos clásicos, como Palestrina, Clari, Pergolesi, Corelli o Nanino. En la tercera carta defienda la teoría musical española y a sus músicos: «Cosa es bien notoria que en toda Europa, que los compositores y maestros de capilla españoles poseen con el mayor magisterio cuantos primores encierra en arte de la Música».

### Composición
Durante su última estancia en Alicante, el maestro Iranzo dedicó su tiempo a la teoría musical y a la composición. Ha sido considerado por Aguilar Gómez como el músico más ilustre que haya pasado por el magisterio de Alicante, lo mismo que se puede decir para el magisterio de Guadix. Su estilo se distanció de los antiguos cánones, superando los procedimientos de la antigua escuela y estructurando sus composiciones de forma más moderna, en una línea nevera, de formas limpias, con una variada sucesión de modulaciones y con interés armónico.